# (7206) Shiki
(7206) Shiki est un astéroïde de la ceinture principale.

## Description
(7206) Shiki est un astéroïde de la ceinture principale. Il fut découvert le 18 août 1996 à Kuma Kogen par Akimasa Nakamura. Il présente une orbite caractérisée par un demi-grand axe de 3,02 UA, une excentricité de 0,09 et une inclinaison de 10,9° par rapport à l'écliptique.

## Compléments